# Minttu Mustakallio
Minttu Mustakallio, née le 23 juillet 1973 à Ylivieska, est une actrice de cinéma et de télévision finlandaise.

## Biographie
En 2005, Minttu Mustakallio gagne le prix Jussi du « meilleur second rôle féminin » pour le film Lapsia ja aikuisia.

## Filmographie
(septembre 2024).
- Varasto (fi) (2011) : Karita
- Jos rakastat (fi) (2010) : Adan äiti
- Hymy Pyllyyn (fi)  (2009) TV : Personnages variés
- Ylikävely (2008) TV : Maritta
- Niko, le petit renne (2008) (voix dans la version finlandaise) : Essie
- Sooloilua (fi) (2007) : Larissa Lehtonen
- Ganes (fi) (2007) : Eeva Aaltonen
- Un travail d'homme (Miehen työ) (2007) : « Polttarisankari » [héroïne de l'enterrement de vie de jeune fille]
- Rikospoliisi ei laula (fi) (2006) TV : Mirka Lehtimäki
- Käenpesä (fi) (2006) TV (voix) : Puhuva vatsa
- Saippuaprinssi (fi) (2006) : Eeva
- Tuliaisia (2004) : Saara
- Lapsia ja aikuisia (2004) : Satu
- Sairaskertomuksia (2004) TV : Susanna
- Rakkaus on aarre (2003) : Docteur/Femme
- Yhteinen huone (2002) TV
- Kun eurojentalolla tanssittiin (2001) TV : Personnages variés
- Pesärikko (fi) (2000) TV : Armi
- Pieni pala Jumalaa (1999) TV
- Ugrilampaat (fi) (1999) TV : Personnages variés
- Liian paksu perhoseksi (fi) (1998) (TV)
- Tie naisen sydämeen (fi) (1996) : la secrétaire de Virtanen
- Samppanjaa ja vaahtokarkkeja (fi) (1995) TV : taloudenhoitaja
- Metsolat (fi) (1995) TV : Liisan luokkakaveri